# Otere Black
Pour les articles homonymes, voir Black.
Pas d'image ? Cliquez ici

a Compétitions nationales et continentales officielles uniquement.

b Matchs officiels uniquement.
Dernière mise à jour le 28 mars 2023.
Otere Black, né le 4 mai 1995 à Palmerston North (Nouvelle-Zélande), est un joueur de rugby à XV néo-zélandais. Il évolue au poste de demi d'ouverture avec les Urayasu D-Rocks en League One depuis 2022.

## Carrière

### En club
Otere Black est né à Palmerston North, de parents d'origine Māori, mais grandit en partie dans la ville de Ruatoki dans la région de la baie de l'Abondance. Il commence le rugby à l'âge de cinq ans au sein du club du Kia Toa RFC dans sa ville natale. Il est scolarisé au Hato Paora College (en) de Feilding pendant quatre ans, avant de terminer ses études à la Tu Toa High School de Palmerston North, dont il est diplômé en 2013. Pratiquant le rugby au niveau scolaire, il évolue dans un premier temps au poste de centre avant d'être repositionné à l'ouverture à son arrivée à Tu Toa. Il joue également avec les équipes jeunes des Hurricanes.
En 2013, après avoir terminé le lycée, il joue avec le club amateur du College Old Boys RC dans le championnat de la région de Manawatu. Dès sa première saison, il devient le meilleur réalisateur du championnat, avec 223 points.
Repéré grâce à ses performances en club, il est retenu dans l'effectif de la province de Manawatu pour disputer la saison 2014 de NPC (championnat des provinces néo-zélandaises). Malgré son jeune âge (19 ans), il s'impose immédiatement comme le titulaire à l'ouverture, et se fait remarquer par ses qualités de buteur,.
En 2015, il est retenu dans l'effectif de la franchise des Hurricanes pour disputer le Super Rugby,. Il fait ses débuts le 27 mars 2015 face aux Melbourne Rebels. Lors de sa première saison, malgré la présence du All Black Beauden Barrett à son poste, il joue quatre rencontres et inscrit 17 points,. En juillet 2015, il prolonge son contrat avec les Hurricanes pour deux saisons supplémentaires,. Lors des deux saisons suivantes, il reste dans l'ombre de Barrett, et n'obtient que très peu de temps de jeu,. 
À la recherche de plus de temps de jeu, il décide de rejoindre les Blues à partir de la saison 2018 de Super Rugby. Il manque cependant l'intégralité de sa première saison en raison d'une grave blessure au genou subie lors du NPC 2017. Il fait finalement ses débuts avec sa nouvelle équipe en 2019, et s'impose comme le demi d'ouverture titulaire de la franchise basée à Auckland,. En 2020, son ancien rival aux Hurricanes Beauden Barrett arrive aux Blues, mais Black conserve sa place à l'ouverture lors du Super Rugby Aotearoa, puisque Barrett est aligné à l'arrière.
En 2020, il change de province pour rejoindre Bay of Plenty, où il a vécu quand il était enfant.
Lors de la saison 2021 de Super Rugby, il profite de la pige d'une saison de Barrett au Japon pour continuer à avoir la mainmise sur le poste d'ouvreur. Au terme de la saison, il mène son équipe de son équipe vers son premier titre depuis dix-huit ans, après une victoire en finale face aux Highlanders.
En juillet 2021, il est annoncé qu'il quitte la Nouvelle-Zélande pour rejoindre le Japon et les Shining Arcs pour la saison 2022 de League One. Black affirme avoir été poussé au départ à cause du retour de Barrett aux Blues, et qu'aucune autre franchise néo-zélandaise ne s'est montrée intéressée par l'idée de le recruter.

### En équipe nationale
Otere Black joue avec les Barbarians scolaire néo-zélandais (en) (équipe nationale scolaire A) en 2012,.
Il est sélectionné pour évoluer avec l'équipe de Nouvelle-Zélande des moins de 20 ans pour participe au championnat du monde junior en 2015. Il est sacré champion du monde, après une finale remportée contre l'Angleterre, où Black inscrit onze points au pied,.
En juillet 2015, en vertu de ses origines Māori, il est sélectionné avec les Māori All Blacks afin de disputer un match contre les Fidji et les Barbarians néo-zélandais,. Par la suite, il est sélectionné chaque année avec cette équipe, hormis en 2017 où il est blessé.

## Palmarès

### En club
- Vainqueur du Super Rugby en 2016 avec les Hurricanes.
- Vainqueur du Super Rugby Trans-Tasman en 2021 avec les Blues.

### En équipe nationale
- Vainqueur du championnat du monde junior en 2015.